# دانييلي دي دوناتو
دانييلي دي دوناتو (بالإيطالية: Daniele Di Donato)‏ (21 فبراير 1977 بجوليانوفا في إيطاليا - ) هو لاعب كرة قدم إيطالي في مركز الوسط. لعب مع نادي أسكولي ونادي باليرمو ونادي تورينو ونادي سيتاديلا ونادي سيينا ونادي أريتسو وACD Castel di Sangro Cep 1953 ‏ وAS Lodigiani ‏ وAtletico Roma FC ‏.

## روابط خارجية
- دانييلي دي دوناتو على موقع قاعدة بيانات كرة القدم.إي يو (الإنجليزية)
- دانييلي دي دوناتو على موقع Soccerway.com (الإنجليزية)
- دانييلي دي دوناتو على موقع عالم كرة القدم.نت (الإنجليزية)